# Matshidiso Moeti
Pour les articles homonymes, voir Moeti.
Le Dr Matshidiso Rebecca Natalie Moeti est une médecin botswanaise, spécialiste en santé publique et administratrice médicale. Elle est l'actuelle directrice régionale du Bureau régional de l'OMS pour l'Afrique (AFRO), dont le siège est à Brazzaville, en République du Congo. Elle a été nommée à ce poste le 27 janvier 2015, par le Conseil d'administration de l'Organisation mondiale de la santé, lors de sa 136e session à Genève, Suisse. Elle assume ses fonctions le 1er février 2015, pour un mandat renouvelable de cinq ans. Ceci fait suite à l'approbation des ministres de la santé des 47 pays membres de la Région Afrique, lors de leur réunion à Cotonou, au Bénin, en novembre 2014. Elle remplace le Dr Luis Gomez Sambo de l'Angola, qui a servi comme Directeur de 2005 jusqu'en 2015.

## Enfance et éducation
Rebecca Moeti est née en Afrique du Sud dans les années 1950. Elle est fille de médecins, et grandit dans un township de Johannesbourg, durant l’apartheid, avant que sa famille ne parte s'installer au Botswana. En 1978, elle obtient son Bachelors of Medicine and Surgery (MBBS) à l'École de Médecine du Royal Free Hospital de l'Université de Londres. Plus tard, en 1986, elle obtient un MSc en Santé Communautaire pour les pays en développement (Community Health for Developing Countries,CHDC)) de la London School of Hygiene and Tropical Medicine.

## Carrière
Au début des années 1990, le Dr Moeti travaille avec le Ministère de la Santé du Botswana. Elle rejoint ensuite l'ONUSIDA, où elle est nommée au poste de directrice du Bureau pour l'Afrique et du Moyen-Orient basé à Genève, de 1997 à 1999. Elle a également occupé le poste de Conseiller régional pour la Santé au Bureau régional pour l'Afrique orientale et australe de l'UNICEF.
En 1999, elle rejoint le Bureau régional de l'OMS en Afrique, en travaillant sur le VIH/SIDA. Elle obtient le poste de Directeur régional adjoint, fonction qu'elle exerce de 2008 jusqu'en 2011. Elle a également servi en tant que directrice de Maladies non transmissibles au bureau régional. De 2005 jusqu'en 2007, elle agit à titre de Représentante de l'OMS au Malawi. Au moment de sa nomination à son poste actuel, elle est Coordinatrice de l'équipe de soutien inter-pays pour les pays du Sud et de l'Est de l'Afrique. Le 27 novembre 2015, date à laquelle elle est nommée Directrice pour l'Afrique, elle devient la première femme à la tête de cet office, depuis sa création. Elle doit faire face à plusieurs épidémies, comme la maladie à virus Ebola et le Covid-19.